# George Landenberger

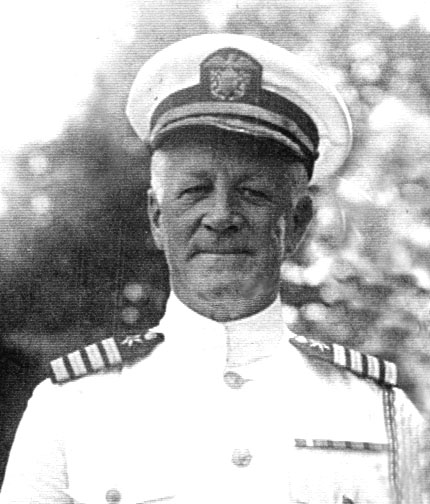
George Landenberger (1932)

George Bertram Landenberger (* 12. Mai 1879 in Philadelphia, Pennsylvania; † 15. Januar 1936 ebenda) war ein US-amerikanischer Marineoffizier. Zwischen 1932 und 1934 war er Militärgouverneur von Amerikanisch-Samoa.

## Werdegang
Im Jahr 1900 absolvierte George Landenberger die United States Naval Academy in Annapolis (Maryland). Anschließend diente er auf verschiedenen Schiffen, darunter die Alabama und die Louisiana, sowie auf zwei Marinestützpunkten als Offizier in der United States Navy. Am Ende seiner militärischen Laufbahn hatte er den Rang eines Captain erreicht. Zunächst war er der Pazifikflotte zugeteilt. Danach wechselte er vorübergehend in die Atlantikflotte. Für seine militärischen Leistungen als Kommandant des Schlachtschiffes Indiana während des Ersten Weltkrieges wurde er mit dem Navy Cross ausgezeichnet. In den 1920er Jahren gehörte Landenberger wieder der amerikanischen Pazifikflotte an. Zwischen 1924 und 1926 kommandierte er die dortige Zerstörerflotte. Ansonsten hatte er das Kommando über die Kriegsschiffe Pennsylvania und Arkansas. Anfang der 1930er Jahre war er Stabschef im 12. Marinebezirk, der die Panamakanalzone umfasste. Danach kommandierte er den Marinestützpunkt Goat Island auf Yerba Buena Island in der Bucht von San Francisco.
Zwischen dem 12. Mai 1932 und dem 10. April 1934 war George Landenberger Gouverneur von Amerikanisch-Samoa. Danach leitete er die Marinewerft in Philadelphia. Im Jahr 1935 schied er aus dem Militärdienst aus. Er starb am 15. Januar 1936 in Philadelphia an einer Krebserkrankung.